# راي هاربر
راي هاربر (بالإنجليزية: Ray Harper)‏ هو مدرب كرة سلة أمريكي، ولد في 11 أكتوبر 1961 في غرينفيل في الولايات المتحدة.